# دوروثي سميث كامينغز
دوروثي سميث كامينغز (بالإنجليزية: Dorothy Smith Cummings)‏ هي نبالة أمريكية، ولدت في 28 مارس 1903، وتوفيت في 17 سبتمبر 1995.